# Helix
Helix са род сухоземни коремоноги мекотели от семейство Helicidae и е типов за семейството. Представителите му са естествени обитатели в Европа и Средиземноморието. Много от представителите на рода се срещат и в България. Един от най-известните е градинският охлюв, който се използва от хората като храна.

## Описание
В черупката на охлювите са поместени вътрешните органи и част от мантията. Когато са активни кракът и главата излизат извън нея.
На главата се намират два чифта пипалца. Задните са по-големи от предните и на тях са разположени очите. Предните пипалца носят осезателни органи. Пипалцата при опасност могат да се прибират към главата. В устната кухина има добре развита радула, съставена от множество хитинови зъбчета.
Размерът на охлювите варира в зависимост от вида. Например Helrx aspersa израства в дължина до 35 mm, а Helix pomatia до 45 mm.
Охлювите дишат с бял дроб поместен в мантийната празнина. Постъпването на въздух в нея се регулира със специален клапан, който пропуска въздуха към нея.

## Поведение

### Хранене
Видовете са растителноядни. Могат да консумират изключително разнообразни видове растения. Helix aspersa се смята за вреден за селското стопанство вид.

### Размножаване
При нормални условия чифтосването е от април до август в дните на висока температура и влажност. Хермафродитни са, но се чифтосват кръстосано като обменят т.нар. „любовни стрели“. Снасят яйца, които се отлагат на влажно и сенчесто място. Няколко дни по-късно се излюпват малките охлювчета. Обикновено живеят по 2 – 3 години. Въпреки че е отбелязан случай на охлюв доживял до 30 години, то повечето видове не доживяват повече от 8 години. Причината е, че стават жертва на много хищници и паразити.

## Видове
Видовете от род Helix са както следва:
Подрод Helix
- Helix albescens Rossmaessler, 1839
- Helix lucorum Linnaeus, 1758
- Helix pomatia Linnaeus, 1758
- Helix philibinensis Rossmässler, 1839

Подрод Pelasga
- Helix pomacella Mousson, 1854
- Helix figulina Rossmässler, 1839

Подрод Cornu
- Helix aspersa Müller, 1774

Подрод Без име
- Helix aperta Born, 1778
- Helix engaddensis Bourguinat, 1852
- Helix buchi Dubois de Montpéreux, 1839
- Helix godetiana[6]
- † Helix insignis – вид от късен миоцен
- Helix lutescens Rossmässler, 1837
- Helix mazzullii
- Helix melanostoma Draparnaud, 1801
- Helix obruta Morelet, 1860[7]
- Helix texta Mousson, 1861[8]

В България от род Helix са разпространени видовете:
- Helix albescens Rossmässler, 1839
- Helix lucorum Linnaeus, 1758
- Helix pomatia Linnaeus, 1758
- Helix pomacella Mousson, 1854
- Helix figulina Rossmässler, 1839